# Elección presidencial de Chile de 2017
La elección presidencial de Chile para el período 2018-2022 se realizó el 19 de noviembre de 2017, en conjunto con las elecciones de diputados y senadores y de consejeros regionales. La segunda vuelta tuvo lugar el 17 de diciembre. Las primarias presidenciales tuvieron lugar el 2 de julio.
Esta fue la primera elección presidencial de Chile en la que el voto en el extranjero fue permitido.

## Legislación
Según la Constitución chilena, pueden ejercer el derecho a sufragio los ciudadanos que han cumplido 18 años de edad y no han sido condenados a una pena aflictiva (superior a tres años de presidio). Dicha norma indica que «en las votaciones populares el sufragio será personal, igualitario, secreto y voluntario». Desde enero de 2012, la inscripción en el Registro Electoral es automática. El derecho a votar queda suspendido por interdicción en caso de demencia, por hallarse acusado de un delito que merezca pena aflictiva o de delito por terrorismo y por sanción del Tribunal Constitucional (en conformidad al artículo 19 número 15 inciso 7.º de la Constitución).
Tras la promulgación de la Ley 20960, esta fue la primera elección presidencial en la cual los chilenos que residen en el exterior tuvieron derecho a votar, y la segunda en general, luego de las primarias presidenciales de Chile Vamos y el Frente Amplio, realizadas el 2 de julio de 2017.

## Definición de candidaturas

### Elecciones primarias

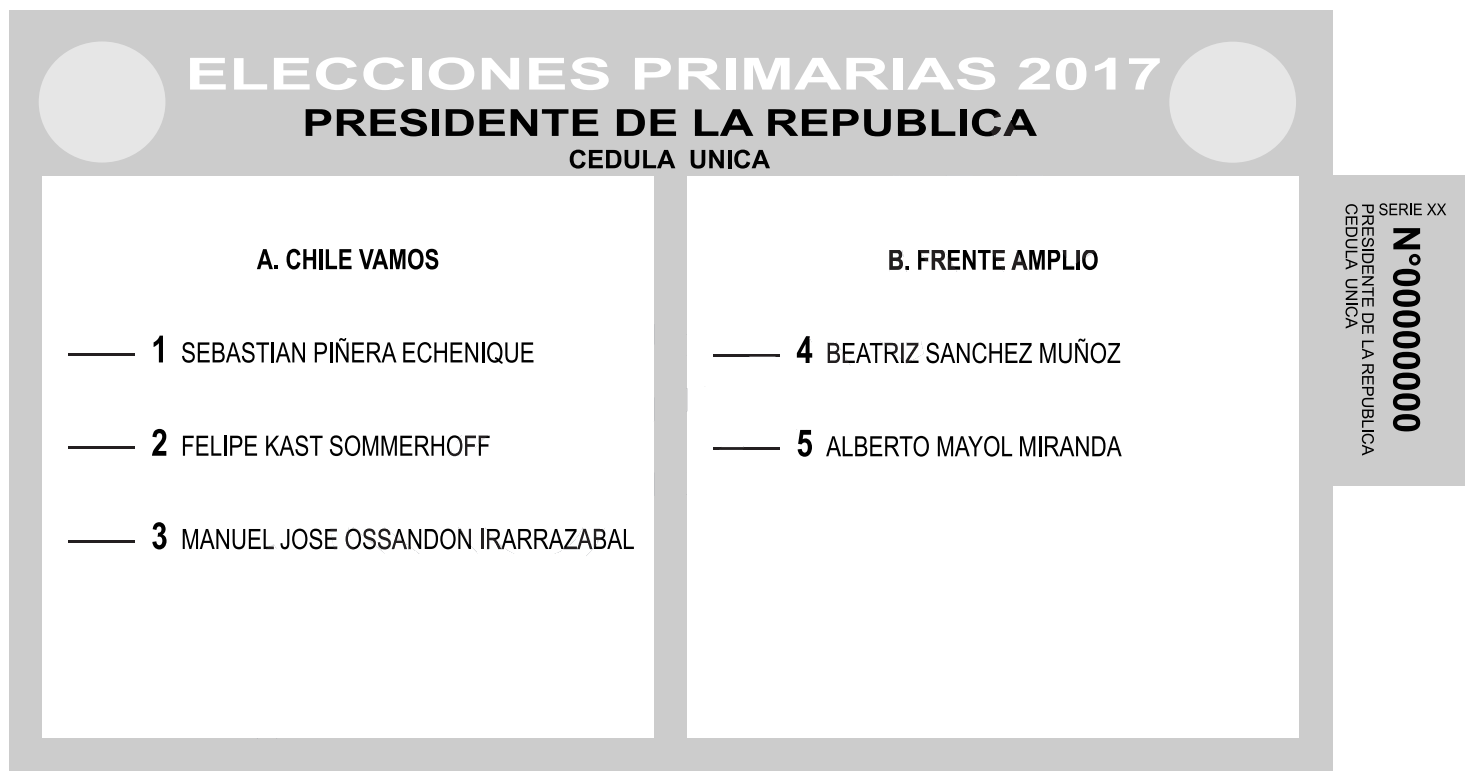
Facsímil de la cédula entregada a personas no inscritas en partidos políticos durante la elección primaria.

Por segunda vez en la historia, en Chile se realizaron elecciones primarias oficiales, organizadas por el Servicio Electoral. Anteriormente, solo la Concertación de Partidos por la Democracia organizaba primarias, aunque solo la de 1999 fue abierta y realizada a nivel nacional.
En las primarias presidenciales realizadas el 2 de julio de 2017 se eligieron los candidatos presidenciales de dos coaliciones: Chile Vamos, conformada por los partidos Unión Demócrata Independiente, Renovación Nacional, Evolución Política y Partido Regionalista Independiente; y Frente Amplio, conformada por los partidos Revolución Democrática, Humanista, Liberal, Ecologista Verde, Poder Ciudadano e Igualdad. Dicha elección fue la primera en la historia de Chile en estar abierta a los chilenos residentes en el extranjero.
Hasta abril de 2017 la Nueva Mayoría —coalición gobernante— tenía proyectado realizar su primaria presidencial en conjunto con las de los demás pactos. Sin embargo, algunas decisiones de los partidos que la conforman lo hicieron inviable. Por ello, los candidatos de los partidos de la coalición —Alejandro Guillier y Carolina Goic— fueron directamente a la primera vuelta de la elección presidencial.
|  | 58,36 % |

|  | 45,57 % |

|  | 15,40 % |

|  | 12,01 % |

|  | 26,24 % |

|  | 20,62 % |

|  | 67,56 % |

|  | 12,26 % |

|  | 32,44 % |

|  | 5,88 % |

### Candidaturas descartadas
- Marcel Claude (ind.): Tras su alejamiento del pacto Todos a La Moneda —que lo apoyó en la elección presidencial de 2013—, Claude anunció una candidatura presidencial independiente, sujeta a elecciones primarias «ciudadanas», el 21 de noviembre de 2016.[8] El economista no recolectó las firmas patrocinantes suficientes para ser parte del proceso eleccionario e incluso se ausentó de su propia proclamación.
- Carola Canelo (ind.): La abogada, conocida por sus entrevistas en televisión donde era crítica con el gobierno y los partidos de izquierda por no garantizar a su juicio el derecho a la educación, anunció su candidatura el 14 de noviembre de 2016, iniciando el proceso de recolección de firmas.[9] No logró recolectar las firmas suficientes, quedando así fuera de la elección.
- Tomás Jocelyn-Holt (ind.): Manifestó su intención de postularse por segunda vez a la Presidencia en una entrevista con La Nación, publicada el 17 de noviembre de 2016.[10] El 15 de agosto de 2017 informó que no había logrado las firmas suficientes para presentar su candidatura.[11]
- Nicolás Larraín (ind.): El presentador de televisión y locutor anunció su candidatura presidencial el 12 de diciembre de 2016, la cual sería parte del proceso de primarias del partido Todos.[12] Sin embargo, el 19 de junio anunció que bajaba su precandidatura para integrarse a la precandidatura de Felipe Kast.[13]
- Roxana Miranda (Andha): La excandidata presidencial por el Partido Igualdad en 2013 y actual líder del partido ANDHA Chile anunció el 21 de mayo su candidatura en una marcha por la Alameda Bernardo O'Higgins en Santiago.[14] Sin embargo, no logró recolectar las firmas suficientes para aparecer en la papeleta de noviembre.
- Franco Parisi (ind.): El economista anunció en marzo de 2015 su posible candidatura independiente a la Presidencia del país por segunda elección consecutiva,[15] lo cual reiteró en enero de 2017, obteniendo el apoyo del partido Democracia Regional Patagónica.[16] El 4 de abril oficializó su candidatura, sumando el apoyo de los movimientos Unidos en la Fe, Anticorrupción, Poder de la Gente y Chile Te Cuida.[17] Sin embargo, el 4 de agosto anunció que no continuaría con su candidatura, buscando en cambio un puesto en el Senado,[18] lo cual finalmente tampoco prosperó.
- Lily Pérez (Amplitud): Su colectividad manifestó su intención de llevar un candidato propio a una eventual primaria presidencial de la coalición.[19] Lily Pérez manifestó a fines de 2014 la posibilidad de realizar primarias, enfrentándose a Andrés Velasco.[20] Sin embargo, en diciembre de 2016 la senadora negó tener intención de iniciar su precandidatura presidencial, para privilegiar la búsqueda de la reelección en su circunscripción.[21] El partido terminó apoyando al candidato Sebastián Piñera desde afuera y sin integrarse al pacto Chile Vamos.[22]
- Luis Riveros (ind.): El exrector de la Universidad de Chile anunció una candidatura «ciudadana» a la primera magistratura el 28 de octubre de 2016. Pese a ser cercano al PRSD, postularía en forma independiente.[23][24] En abril de 2017 descartó su candidatura, porque decidió seguir como Gran Maestro de la Gran Logia de Chile, porque «si estaba a cargo de la institución no podía en paralelo tener una candidatura».[25]
- Nicolás Shea (Todos): El presidente de Todos anunció en abril de 2017 que lanzará su precandidatura por ese partido, en un proceso aún no especificado que lo enfrentaría a Nicolás Larraín. Sin embargo, posteriormente indicó a Emol que el partido «finalmente optó por competir solamente por cupos en el Congreso y algunos Core», descartando la candidatura de Shea.[26]
- Sebastián Sichel (Ciudadanos): En noviembre de 2016 fue propuesto por su partido para representarlo en una eventual primaria con Amplitud y Red Liberal. Sichel aceptó, «siempre y cuanto haya un proyecto concreto que liderar».[27] Sin embargo, su candidatura devino inviable, dado que su partido estuvo en proceso de disolución legal por no lograr la cantidad de militantes mínima para su existencia,[28]  y porque el partido finalmente se concentró en las candidaturas parlamentarias.
- Andrés Velasco Brañes (Ciudadanos): Fue mencionado como candidato presidencial en 2016 por parte de Juan José Santa Cruz, miembro de su partido.[29] Sin embargo, hacia fines de 2016 Velasco descartó iniciar una precandidatura presidencial, abriéndose a la posibilidad de buscar un cupo en el Congreso,[30] lo cual concretó lanzando una infructuosa candidatura senatorial por la Región del Maule.[31]
- Ricardo Lagos Escobar (PS): En septiembre de 2016, el exjefe de estado anunció su disposición a presentarse como candidato presidencial.[32] Sin embargo, para abril de 2017, su candidatura quedó descartada al presentar un 3% de las preferencias en las encuestas,[33] sumado al hecho de que el Partido Socialista de Chile decidiera apoyar al candidato Alejandro Guillier para las elecciones primarias de la Nueva Mayoría.[34][35]

## Candidatos
A continuación los candidatos participantes en la elección, ordenados según la forma en que aparecieron en la papeleta, de acuerdo al sorteo realizado por el Servicio Electoral el día 14 de septiembre de 2017.
| Foto | Foto | Candidato(a)                                                              | Logo | Apoyo político                 | Notas |
| ---- | ---- | ------------------------------------------------------------------------- | ---- | ------------------------------ | --- |
|      |      | Carolina Goic 44 años Senadora de la República (PDC)                      |      | PDC                            | Tras su elección como presidenta del Partido Demócrata Cristiano en enero de 2017, diversos militantes se manifestaron a favor de levantarla como precandidata presidencial del partido, aunque ella lo descartó en diversas ocasiones. Sin embargo, en febrero de 2017, Goic afirmó a La Tercera que asumía «el desafío de ser candidata presidencial de la DC», siendo proclamada por la Junta Nacional de su partido el 11 de marzo y convirtiéndose en la primera mujer candidata a la presidencia en su partido. El 29 de abril, la Junta Nacional del partido decidió que la candidatura de Goic se presentara directamente en primera vuelta, excluyendo al partido de las primarias presidenciales de la Nueva Mayoría. Con ello, se quebró así la coalición electoral del PDC con el bloque PS-PPD-PRSD (hasta 2012, la Concertación) luego de 28 años. - Inscripción de precandidatura: 11 de mayo de 2017. - Inscripción de candidatura: 19 de agosto de 2017. - Lema de campaña: «Yo me atrevo». |
|      |      | José Antonio Kast 51 años Diputado de la República (Ind.)                 |      | —                              | En septiembre de 2015 anunció su intención de competir en una eventual primaria de Chile Vamos. El 31 de mayo de 2016 renunció a su militancia en la UDI para, entre otras razones, continuar con sus aspiraciones presidenciales. Desde entonces comenzó a recolectar firmas para levantar su candidatura independiente. El 1 de abril de 2017 anunció que consiguió más de 30 000 firmas para ser candidato a la Presidencia. El 14 de septiembre recibió el respaldo del partido político en formación «Unidos en la Fe». - Inscripción de candidatura: 18 de agosto de 2017. - Lema de campaña: «Para volver a creer». |
|      |      | Sebastián Piñera 67 años Presidente de Chile (2010-2014) (Ind.)           |      | Chile Vamos Amplitud           | Piñera manifestó desde 2014 sus intenciones de volver a competir en 2017, siendo desde entonces el político mejor posicionado para enfrentar la elección según distintas encuestas. Piñera aplazó su decisión para marzo de 2017, a pesar de recibir la presión de los partidos de la coalición y de su potencial rival, Manuel José Ossandón. El 17 de diciembre de 2016 fue proclamado por el Partido Regionalista Independiente como su candidato presidencial. El 21 de marzo, en un acto en el Parque Quinta Normal, Piñera lanzó oficialmente su precandidatura presidencial. El 24 de marzo recibió el apoyo de la Unión Demócrata Independiente, mientras que Renovación Nacional hizo lo mismo al día siguiente. Como ganador de la primaria del 2 de julio, Piñera sumó el respaldo de Evolución Política. El 8 de julio fue proclamado como candidato por Amplitud, partido que lo apoya por fuera de Chile Vamos. - Inscripción de candidatura: Inscripción automática por ganar primarias de Chile Vamos. - Lema de campaña: «Tiempos mejores». - Lema de campaña segunda vuelta: «Únete a los tiempos mejores». |
|      |      | Alejandro Guillier 64 años Senador de la República (Ind.)                 |      | PRSD PS PPD PCCh IC MAS-R PLIR | Si bien no militaba en el Partido Radical, fue candidato a senador por el cupo del radicalismo y había participado en actividades en conjunto con otros parlamentarios de la colectividad. Desde mediados de 2016 había ido posicionándose como uno de los candidatos más competitivos dentro de la Nueva Mayoría para la elección presidencial de 2017, concitando apoyos en varios políticos de la coalición. Aprovechando esta circunstancia, el PRSD utilizó a Guillier como rostro de apoyo a sus candidatos en las elecciones municipales de octubre de 2016, y dicha colectividad lo proclamó oficialmente como precandidato presidencial en su Consejo General del 7 de enero de 2017. El 9 de abril, y tras una votación de su Comité Central, el Partido Socialista decidió entregarle su respaldo. Anteriormente, los partidos Izquierda Ciudadana y MAS Región también habían anunciado su apoyo a la candidatura de Guillier. El 30 de abril, el Partido Comunista anunció que lo proclamaría como su abanderado, situación que ocurrió el 7 de mayo. El partido Por la Integración Regional, que no pertenece formalmente a la Nueva Mayoría, también le entregó su respaldo. A pesar de contar con el apoyo de colectividades legalmente constituidas, al ser independiente no podía presentarse como candidato presidencial respaldado por algunas de estas (salvo que lo haga como ganador de unas primarias legales), pues según una resolución que emitió el Consejo Directivo del SERVEL, debería inscribirse en alguno de ellos o juntar firmas paras presentarse como candidato a primera vuelta; Guillier optó por esta última opción, lo cual comunicó el 30 de abril, en un vídeo donde además lamentó que no se realice el proceso de primarias, que quedó descartado al no tener competidores que estén dispuestos a participar. El 13 de mayo, el Partido por la Democracia decidió proclamarlo como su candidato. - Inscripción de candidatura: 4 de agosto de 2017. - Lema de campaña: «El Presidente de la gente». - Lema de campaña segunda vuelta: «Juntos por un Chile más justo». |
|      |      | Beatriz Sánchez 46 años Periodista (Ind.)                                 |      | Frente Amplio                  | La periodista fue contactada por el partido Poder para proponerle una precandidatura presidencial, lo cual descartó mediante un mensaje en Twitter el 13 de enero. Sin embargo, y tras una reunión con Revolución Democrática y el Movimiento Autonomista, decidió considerar una precandidatura presidencial, congelando su trabajo en Radio La Clave, decisión que comunicó el 21 de marzo. El 3 de abril oficializó su candidatura en un acto realizado en la Plaza Baquedano. El 16 de abril el Partido Humanista oficializó el apoyo a su candidatura, mientras que el 9 de mayo —mediante una votación electrónica entre sus militantes— realizó lo mismo el partido Poder. Anteriormente, la Izquierda Libertaria también le había entregado su respaldo. El 14 de mayo fue proclamada como candidata por la Izquierda Autónoma. El 29 de mayo el Partido Liberal le entregó su apoyo. El Movimiento Democrático Progresista también le entregó su apoyo. El 6 de junio, el Partido Ecologista Verde decidió sumarse a los respaldos para la candidata. Tras la primaria, el Partido Igualdad se sumó a la campaña con representantes en el equipo político. - Inscripción de candidatura: Inscripción automática por ganar primarias del Frente Amplio. - Lema de campaña: «El poder de muchos». |
|      |      | Marco Enríquez-Ominami 44 años Diputado de la República (2006-2010) (PRO) |      | PRO                            | En diciembre de 2013, el fundador del Partido Progresista anunció que postularía por tercera vez a la presidencia de la República. A pesar de verse involucrado en el Caso SQM —por el cual fue formalizado el 19 de octubre de 2016—, no bajó su candidatura, la cual se vio mermada en encuestas hacia fines de 2016, y fue el punto de desacuerdo que impidió el PRO integrara el Frente Amplio. - Inscripción de precandidatura: 19 de mayo de 2017. - Inscripción de candidatura: 20 de agosto de 2017. - Lema de campaña: «Chile de los libres». |
|      |      | Eduardo Artés 66 años Profesor (UPA)                                      |      | UPA                            | El líder histórico del Partido Comunista Chileno (Acción Proletaria) (PC (AP)) y actual presidente de Unión Patriótica (UPA), fue candidato presidencial de este último partido para la elección de 2017, tras haber conseguido la cantidad de afiliados exigida por el Servicio Electoral. El 28 de junio de 2017 fue creada la «Mesa de Izquierda Popular», conformada por los siguientes partidos y colectividades que apoyan la candidatura de Artés: UPA, PC(AP), Partido Constituyente, Movimiento Patriótico Manuel Rodríguez (MPMR), Los Hijos de Mafalda, Construyendo Socialismo (CS) y Todos a La Moneda (TALM) Santiago. - Inscripción de candidatura: 22 de julio de 2017. - Lema de campaña: «A refundar Chile». |
|      |      | Alejandro Navarro 58 años Senador de la República (País)                  |      | País                           | En noviembre de 2016, aceptó la solicitud de su partido de ser precandidato para una eventual primaria del naciente Frente Amplio. El 18 de enero, el diputado Gabriel Boric y otros personeros de la coalición dieron un ultimátum al partido País de retirar la precandidatura de Navarro, de lo contrario debería retirarse del Frente, tras lo cual País suspendió su participación en dicha coalición. El 24 de marzo de 2017, Navarro anunció su candidatura presidencial, respaldado por el partido País. - Inscripción de candidatura: 18 de agosto de 2017. - Lema de campaña: «La fuerza de la gente». |

### Apoyos políticos
En segunda votación, los candidatos recibieron apoyos de diversas agrupaciones. En el caso de Sebastián Piñera, fue respaldado por el excandidato independiente José Antonio Kast y por un grupo de militantes del partido Ciudadanos, colectividad que oficialmente había declarado que no tenía candidato.
Alejandro Guillier, en tanto, fue apoyado por el Partido Demócrata Cristiano, por los excandidatos Marco Enríquez-Ominami (PRO) y Alejandro Navarro (País), y por la Federación Regionalista Verde Social. El Frente Amplio realizó una serie de reuniones y plebiscitos para definir su postura, determinando su rechazo a la candidatura de Piñera, pero sin entregar su respaldo oficial al senador. Pese a esto, algunos dirigentes del pacto como el alcalde de Valparaíso, Jorge Sharp (MA), hicieron llamados indirectos para apoyarlo, mientras que el diputado Vlado Mirosevic (PL) señaló que iba a votar por el postulante oficialista. El 4 de diciembre, Beatriz Sánchez anunció su voto para Guillier como una decisión personal y para mostrar su rechazo a Piñera. El 13 de diciembre la Izquierda Autónoma entregó su apoyo formal a Guillier.
La siguiente tabla resumen presenta los candidatos que inscribieron oficialmente sus candidaturas, los partidos instituidos o en formación legal y las coaliciones que los apoyan. Los pactos se refieren a las listas inscritas en las elecciones parlamentarias y de consejeros regionales que se realizaron de forma simultánea a la elección presidencial.
| Pacto parlamentario          | Partido                                 | Candidato(a) presidencial (partido) | Candidato(a) presidencial (partido) |
| Pacto parlamentario          | Partido                                 | 1.ª vuelta                          | 2.ª vuelta                          |
| ---------------------------- | --------------------------------------- | ----------------------------------- | ----------------------------------- |
| —                            | Candidatura independiente               | José Antonio Kast (Ind.)            | Sebastián Piñera (Ind.)             |
| Chile Vamos                  | Unión Demócrata Independiente           | Sebastián Piñera (Ind.)             | Sebastián Piñera (Ind.)             |
| Chile Vamos                  | Renovación Nacional                     | Sebastián Piñera (Ind.)             | Sebastián Piñera (Ind.)             |
| Chile Vamos                  | Evolución Política                      | Sebastián Piñera (Ind.)             | Sebastián Piñera (Ind.)             |
| Chile Vamos                  | Partido Regionalista Independiente      | Sebastián Piñera (Ind.)             | Sebastián Piñera (Ind.)             |
| Sumemos                      | Amplitud                                | Sebastián Piñera (Ind.)             | Sebastián Piñera (Ind.)             |
| Sumemos                      | Ciudadanos                              | Sin candidato(a)                    | Sin candidato(a)                    |
| Sumemos                      | Todos                                   | Sin candidato(a)                    | Sin candidato(a)                    |
| —                            | Partido de Trabajadores Revolucionarios | Sin candidato(a)                    | Sin candidato(a)                    |
| —                            | Unión Patriótica                        | Eduardo Artés (UPA)                 | Sin candidato(a)                    |
| Coalición Regionalista Verde | Democracia Regional Patagónica          | Sin candidato(a)                    | Sin candidato(a)                    |
| Coalición Regionalista Verde | Federación Regionalista Verde Social    | Sin candidato(a)                    | Alejandro Guillier (Ind.)           |
| —                            | Por la Integración Regional             | Alejandro Guillier (Ind.)           | Alejandro Guillier (Ind.)           |
| La Fuerza de la Mayoría      | Partido Radical Socialdemócrata         | Alejandro Guillier (Ind.)           | Alejandro Guillier (Ind.)           |
| La Fuerza de la Mayoría      | Partido Socialista                      | Alejandro Guillier (Ind.)           | Alejandro Guillier (Ind.)           |
| La Fuerza de la Mayoría      | Partido por la Democracia               | Alejandro Guillier (Ind.)           | Alejandro Guillier (Ind.)           |
| La Fuerza de la Mayoría      | Partido Comunista                       | Alejandro Guillier (Ind.)           | Alejandro Guillier (Ind.)           |
| Convergencia Democrática     | MAS Región                              | Alejandro Guillier (Ind.)           | Alejandro Guillier (Ind.)           |
| Convergencia Democrática     | Izquierda Ciudadana                     | Alejandro Guillier (Ind.)           | Alejandro Guillier (Ind.)           |
| Convergencia Democrática     | Partido Demócrata Cristiano             | Carolina Goic (PDC)                 | Alejandro Guillier (Ind.)           |
| Por Todo Chile               | Partido Progresista                     | Marco Enríquez-Ominami (PRO)        | Alejandro Guillier (Ind.)           |
| Por Todo Chile               | País                                    | Alejandro Navarro (País)            | Alejandro Guillier (Ind.)           |
| Frente Amplio                | Revolución Democrática                  | Beatriz Sánchez (Ind.)              | Sin candidato(a)                    |
| Frente Amplio                | Poder Ciudadano                         | Beatriz Sánchez (Ind.)              | Sin candidato(a)                    |
| Frente Amplio                | Partido Humanista                       | Beatriz Sánchez (Ind.)              | Sin candidato(a)                    |
| Frente Amplio                | Partido Liberal                         | Beatriz Sánchez (Ind.)              | Sin candidato(a)                    |
| Frente Amplio                | Partido Ecologista Verde                | Beatriz Sánchez (Ind.)              | Sin candidato(a)                    |
| Frente Amplio                | Partido Igualdad                        | Beatriz Sánchez (Ind.)              | Sin candidato(a)                    |

## Encuestas

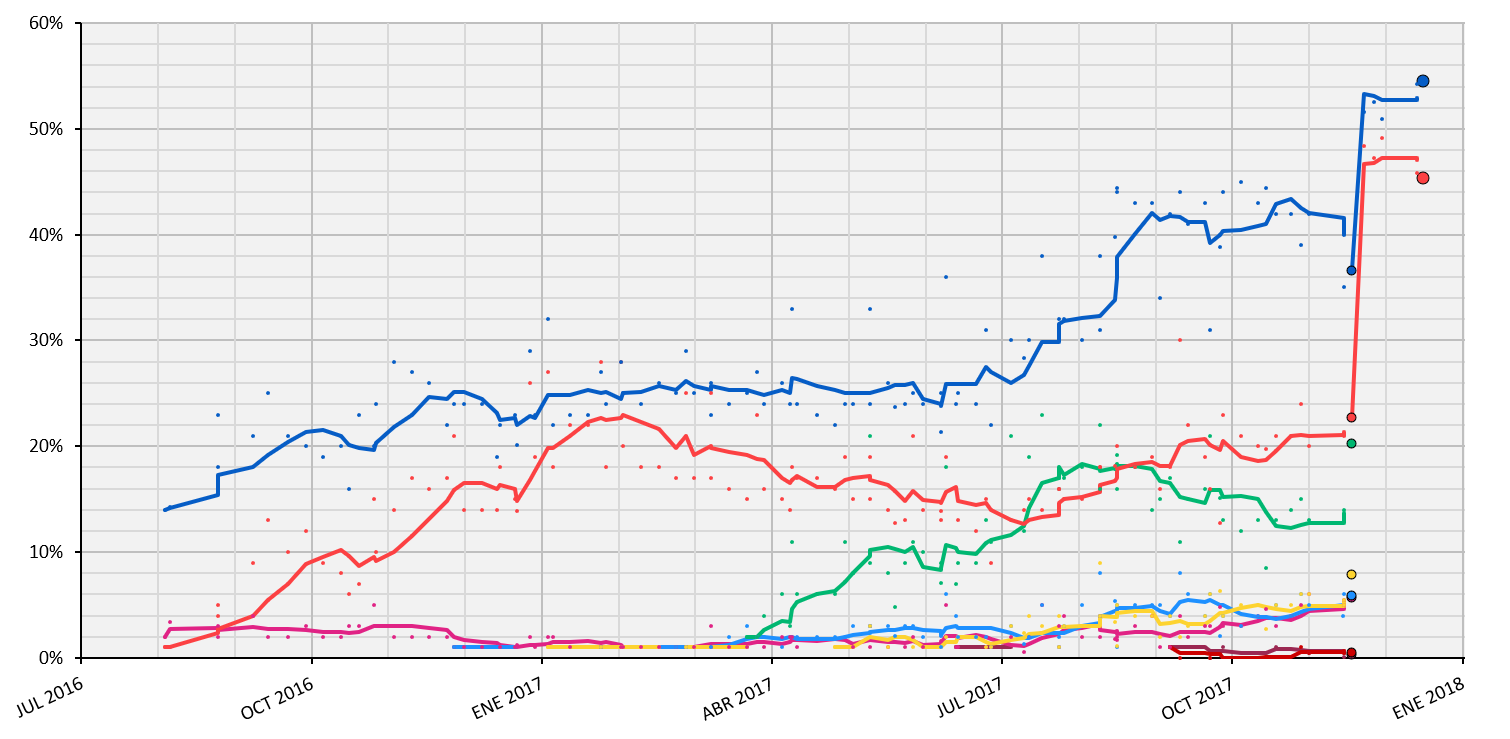
Línea de tendencia móvil de los resultados de las 6 últimas encuestas presidenciales de Chile desde julio de 2016 hasta la segunda vuelta de diciembre de 2017. Cada punto representa una encuesta y cada color representa a uno de los candidatos que participaron en la primera vuelta. Los círculos representan la votación de cada uno de los candidatos en el primera y en la segunda vuelta.

## Resultados

### Primera vuelta

#### Totales

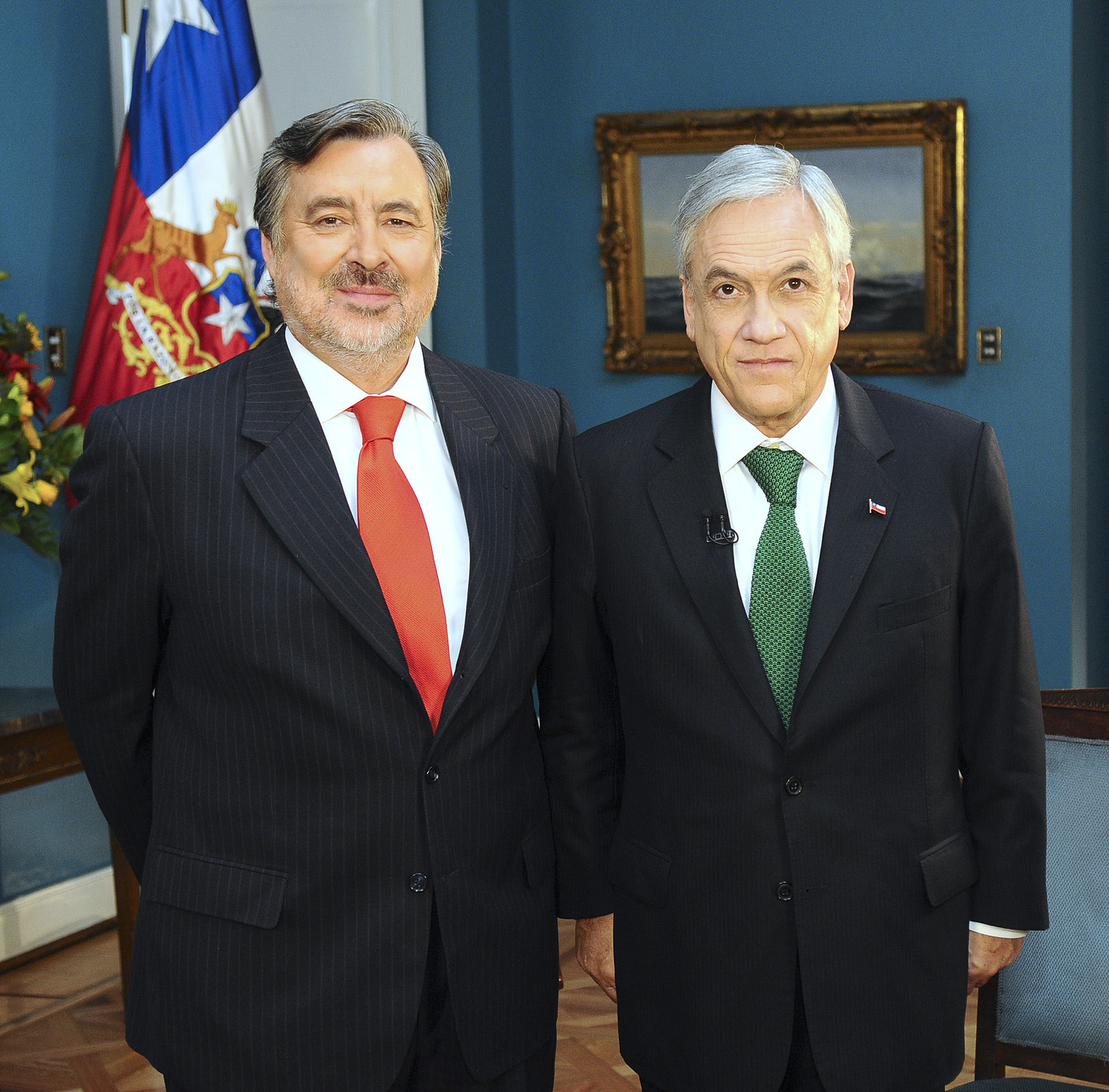
Alejandro Guillier (izquierda) y Sebastián Piñera (derecha) fueron los dos candidatos que pasaron a la segunda vuelta presidencial.

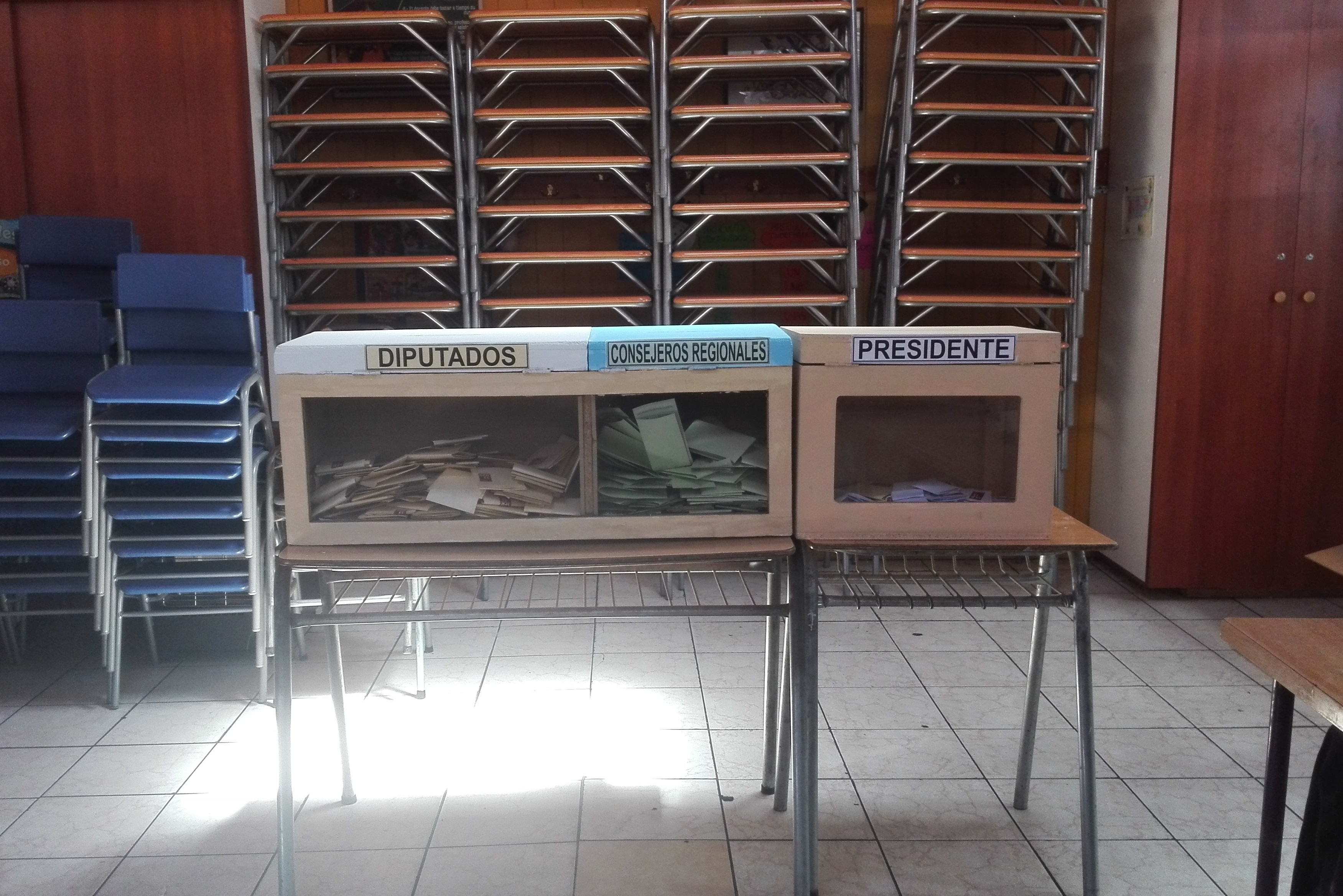
Urnas en un local de votación en Rancagua para las elecciones presidencial, de diputados y consejeros regionales de 2017.

De acuerdo al orden de votos:
|  | 36,64 % |

|  | 22,70 % |

|  | 20,27 % |

|  | 7,93 % |

|  | 5,88 % |

|  | 5,71 % |

|  | 0,51 % |

|  | 0,36 % |

#### Por regiones

Resultados de la primera vuelta a nivel de comuna.
Sebastián Piñera
Alejandro Guillier
Beatriz Sánchez
Carolina Goic

| Candidato(a)                           | Candidato(a)                | Arica y Parinacota | Arica y Parinacota | Tarapacá        | Tarapacá        | Antofagasta | Antofagasta     | Atacama         | Atacama | Coquimbo        | Coquimbo        |
| -------------------------------------- | --------------------------- | ------------------ | ------------------ | --------------- | --------------- | ----------- | --------------- | --------------- | ------- | --------------- | --------------- |
|                                        | Carolina Goic               | 2927               | 3,97 %             | 3463            | 3,64 %          | 6805        | 3,82 %          | 3677            | 3,69 %  | 16 202          | 6,40 %          |
|                                        | José Antonio Kast           | 8333               | 11,29 %            | 8800            | 9,24 %          | 14 395      | 8,08 %          | 4003            | 4,02 %  | 11 638          | 4,60 %          |
|                                        | Sebastián Piñera            | 21 560             | 29,22 %            | 35 105          | 36,87 %         | 61 088      | 34,30 %         | 41 122          | 41,30 % | 93 673          | 37,01 %         |
|                                        | Alejandro Guillier          | 18 607             | 25,22 %            | 20 317          | 21,34 %         | 43 591      | 24,48 %         | 26 438          | 26,55 % | 68 658          | 27,12 %         |
|                                        | Beatriz Sánchez             | 17 114             | 23,20 %            | 20 519          | 21,55 %         | 39 071      | 21,94 %         | 18 461          | 18,54 % | 47 802          | 18,88 %         |
|                                        | Marco Enríquez-Ominami      | 4660               | 6,32 %             | 6353            | 6,67 %          | 11 961      | 6,72 %          | 5069            | 5,09 %  | 13 117          | 5,18 %          |
|                                        | Eduardo Artés               | 256                | 0,35 %             | 426             | 0,45 %          | 731         | 0,41 %          | 507             | 0,51 %  | 1287            | 0,51 %          |
|                                        | Alejandro Navarro           | 321                | 0,44 %             | 236             | 0,25 %          | 448         | 0,25 %          | 283             | 0,28 %  | 746             | 0,29 %          |
| Total de votos válidos                 | Total de votos válidos      | 73 778             | 98,61 %            | 95 219          | 98,85 %         | 178 090     | 98,77 %         | 99 560          | 98,70 % | 253 123         | 98,41 %         |
| Votos nulos                            | Votos nulos                 | 695                | 0,93 %             | 767             | 0,80 %          | 1615        | 0,90 %          | 735             | 0,73 %  | 2318            | 0,90 %          |
| Votos en blanco                        | Votos en blanco             | 345                | 0,46 %             | 344             | 0,36 %          | 595         | 0,33 %          | 573             | 0,57 %  | 1781            | 0,69 %          |
| Total de sufragios emitidos            | Total de sufragios emitidos | 74 818             | 100 %              | 96 330          | 100 %           | 180 300     | 100 %           | 100 868         | 100 %   | 257 222         | 100 %           |
| Candidato(a)                           | Candidato(a)                | Valparaíso         | Valparaíso         | Metropolitana   | Metropolitana   | O'Higgins   | O'Higgins       | Maule           | Maule   | Biobío          | Biobío          |
|                                        | Carolina Goic               | 37 078             | 5,18 %             | 149 657         | 5,54 %          | 22 560      | 6,48 %          | 26 644          | 6,63 %  | 49 612          | 6,25 %          |
|                                        | José Antonio Kast           | 52 931             | 7,39 %             | 181 368         | 6,72 %          | 19 836      | 5,70 %          | 30 989          | 7,71 %  | 88 602          | 11,17 %         |
|                                        | Sebastián Piñera            | 247 463            | 34,56 %            | 975 249         | 36,13 %         | 138 686     | 39,83 %         | 160 223         | 39,84 % | 295 891         | 37,29 %         |
|                                        | Alejandro Guillier          | 151 275            | 21,13 %            | 589 840         | 21,85 %         | 81 672      | 23,46 %         | 97 551          | 24,26 % | 178 443         | 22,49 %         |
|                                        | Beatriz Sánchez             | 184 983            | 25,83 %            | 614 250         | 22,76 %         | 63 673      | 18,29 %         | 60 071          | 14,94 % | 126 780         | 15,98 %         |
|                                        | Marco Enríquez-Ominami      | 37 139             | 5,19 %             | 168 305         | 6,24 %          | 19 195      | 5,51 %          | 23 377          | 5,81 %  | 41 392          | 5,22 %          |
|                                        | Eduardo Artés               | 3648               | 0,51 %             | 14 715          | 0,55 %          | 1591        | 0,46 %          | 1972            | 0,49 %  | 3852            | 0,49 %          |
|                                        | Alejandro Navarro           | 1562               | 0,22 %             | 5929            | 0,22 %          | 944         | 0,27 %          | 1297            | 0,32 %  | 8974            | 1,13 %          |
| Total de votos válidos                 | Total de votos válidos      | 716 079            | 98,65 %            | 2 699 313       | 98,61 %         | 348 157     | 98,38 %         | 402 124         | 98,04 % | 793 546         | 98,19 %         |
| Votos nulos                            | Votos nulos                 | 6353               | 0,88 %             | 26 339          | 0,96 %          | 3313        | 0,94 %          | 4333            | 1,06 %  | 8622            | 1,07 %          |
| Votos en blanco                        | Votos en blanco             | 3412               | 0,47 %             | 11 743          | 0,43 %          | 2403        | 0,68 %          | 3725            | 0,91 %  | 6022            | 0,75 %          |
| Total de sufragios emitidos            | Total de sufragios emitidos | 725 844            | 100 %              | 2 737 395       | 100 %           | 353 873     | 100 %           | 410 182         | 100 %   | 808 190         | 100 %           |
| Candidato(a)                           | Candidato(a)                | La Araucanía       | La Araucanía       | Los Ríos        | Los Ríos        | Los Lagos   | Los Lagos       | Aisén           | Aisén   | Magallanes      | Magallanes      |
|                                        | Carolina Goic               | 24 144             | 6,60 %             | 10 092          | 6,61 %          | 23 153      | 7,77 %          | 3323            | 8,89 %  | 7057            | 11,71 %         |
|                                        | José Antonio Kast           | 46 357             | 12,67 %            | 15 806          | 10,35 %         | 30 220      | 10,14 %         | 2892            | 7,74 %  | 5813            | 9,65 %          |
|                                        | Sebastián Piñera            | 151 864            | 41,52 %            | 54 166          | 35,46 %         | 105 454     | 35,37 %         | 12 719          | 34,05 % | 15 730          | 26,11 %         |
|                                        | Alejandro Guillier          | 76 386             | 20,88 %            | 40 283          | 26,37 %         | 72 739      | 24,40 %         | 10 676          | 28,58 % | 14 073          | 23,36 %         |
|                                        | Beatriz Sánchez             | 45 872             | 12,54 %            | 24 223          | 15,86 %         | 48 849      | 16,39 %         | 5812            | 15,56 % | 13 757          | 22,83 %         |
|                                        | Marco Enríquez-Ominami      | 18 113             | 4,95 %             | 6923            | 4,53 %          | 15 095      | 5,06 %          | 1619            | 4,33 %  | 3444            | 5,72 %          |
|                                        | Eduardo Artés               | 1671               | 0,46 %             | 784             | 0,51 %          | 1580        | 0,53 %          | 189             | 0,51 %  | 259             | 0,43 %          |
|                                        | Alejandro Navarro           | 1381               | 0,38 %             | 485             | 0,32 %          | 1027        | 0,34 %          | 129             | 0,35 %  | 118             | 0,20 %          |
| Total de votos válidos                 | Total de votos válidos      | 365 788            | 97,91 %            | 152 762         | 98,22 %         | 298 117     | 98,00 %         | 37 359          | 98,19 % | 60 251          | 98,74 %         |
| Votos nulos                            | Votos nulos                 | 4296               | 1,15 %             | 1571            | 1,01 %          | 3060        | 1,01 %          | 317             | 0,83 %  | 525             | 0,86 %          |
| Votos en blanco                        | Votos en blanco             | 3 515              | 0,94 %             | 1205            | 0,77 %          | 3038        | 1,00 %          | 371             | 0,98 %  | 243             | 0,40 %          |
| Total de sufragios emitidos            | Total de sufragios emitidos | 373 599            | 100 %              | 155 538         | 100 %           | 304 215     | 100 %           | 38 047          | 100 %   | 61 019          | 100 %           |
| 100 % de las mesas escrutadas (SERVEL) |                             |                    |                    |                 |                 |             |                 |                 |         |                 |                 |
| Simbología                             | Simbología                  | Simbología         |                    | Primera mayoría | Primera mayoría |             | Segunda mayoría | Segunda mayoría |         | Tercera mayoría | Tercera mayoría |

#### En el extranjero

Resultado de la elección de segunda vuelta.

Los votos de los ciudadanos chilenos residentes en el extranjero (sin considerar votos nulos y blancos) fueron los siguientes:
|                        |       |        |        |        |        |        |       |       |       |               |       |         |             |
| País                   | Mesas | CG     | JAK    | SP     | AG     | BS     | MEO   | EA    | AN    | Total válidos | Nulos | Blancos | Total votos |
| ---------------------- | ----- | ------ | ------ | ------ | ------ | ------ | ----- | ----- | ----- | ------------- | ----- | ------- | ----------- |
| Alemania               | 5     | 5,14%  | 5,48%  | 18,84% | 19,01% | 47,60% | 3,25% | 0,51% | 0,17% | 1168          | 13    | 3       | 1184        |
| Argentina              | 27    | 8,09%  | 4,08%  | 27,52% | 32,02% | 21,03% | 4,87% | 1,68% | 0,71% | 3819          | 47    | 14      | 3880        |
| Australia              | 7     | 4,61%  | 5,42%  | 27,41% | 32,91% | 23,77% | 4,31% | 0,82% | 0,74% | 1346          | 16    | 4       | 1366        |
| Austria                | 1     | 4,67%  | 4,67%  | 17,33% | 32,00% | 34,67% | 2,67% | 2,00% | 2,00% | 150           | 2     | 0       | 152         |
| Bélgica                | 2     | 5,31%  | 1,15%  | 10,39% | 47,58% | 28,41% | 1,62% | 4,16% | 1,39% | 433           | 2     | 2       | 437         |
| Bolivia                | 2     | 5,30%  | 7,95%  | 54,97% | 16,56% | 11,59% | 3,31% | 0,00% | 0,33% | 302           | 0     | 0       | 302         |
| Brasil                 | 6     | 4,07%  | 5,54%  | 35,99% | 32,41% | 19,71% | 1,47% | 0,49% | 0,33% | 614           | 2     | 0       | 616         |
| Canadá                 | 9     | 5,72%  | 2,49%  | 16,03% | 46,35% | 23,29% | 4,19% | 1,47% | 0,45% | 1765          | 7     | 1       | 1773        |
| China                  | 4     | 6,04%  | 6,71%  | 59,06% | 10,74% | 16,78% | 0,67% | 0,00% | 0,00% | 149           | 0     | 2       | 151         |
| Colombia               | 1     | 8,67%  | 10,20% | 51,02% | 17,86% | 11,73% | 0,00% | 0,00% | 0,51% | 196           | 1     | 0       | 197         |
| Corea del Sur          | 1     | 29,63% | 3,70%  | 25,93% | 3,70%  | 37,04% | 0,00% | 0,00% | 0,00% | 27            | 0     | 0       | 27          |
| Costa Rica             | 1     | 9,58%  | 6,67%  | 30,00% | 31,67% | 16,25% | 4,17% | 0,83% | 0,83% | 240           | 1     | 0       | 241         |
| Croacia                | 1     | 36,36% | 9,09%  | 27,27% | 0,00%  | 27,27% | 0,00% | 0,00% | 0,00% | 11            | 2     | 0       | 13          |
| Cuba                   | 1     | 3,85%  | 0,00%  | 5,77%  | 57,69% | 23,08% | 1,92% | 1,92% | 5,77% | 52            | 0     | 1       | 53          |
| Dinamarca              | 1     | 2,86%  | 7,14%  | 24,29% | 21,43% | 41,43% | 1,43% | 1,43% | 0,00% | 70            | 1     | 0       | 71          |
| Ecuador                | 2     | 4,60%  | 7,17%  | 47,61% | 24,63% | 11,95% | 2,57% | 0,92% | 0,55% | 544           | 1     | 1       | 546         |
| Egipto                 | 1     | 0,00%  | 6,25%  | 56,25% | 25,00% | 12,50% | 0,00% | 0,00% | 0,00% | 16            | 0     | 0       | 16          |
| El Salvador            | 1     | 8,16%  | 2,04%  | 67,35% | 14,29% | 8,16%  | 0,00% | 0,00% | 0,00% | 49            | 0     | 0       | 49          |
| Emiratos Árabes Unidos | 1     | 4,35%  | 17,39% | 47,83% | 13,04% | 17,39% | 0,00% | 0,00% | 0,00% | 23            | 0     | 0       | 23          |
| España                 | 10    | 4,15%  | 4,82%  | 26,43% | 25,46% | 35,71% | 2,32% | 0,85% | 0,24% | 1638          | 11    | 5       | 1654        |
| Estados Unidos         | 19    | 7,36%  | 8,81%  | 48,69% | 15,96% | 16,50% | 2,31% | 0,27% | 0,09% | 3370          | 14    | 9       | 3393        |
| Filipinas              | 1     | 0,00%  | 0,00%  | 61,54% | 7,69%  | 30,77% | 0,00% | 0,00% | 0,00% | 13            | 0     | 0       | 13          |
| Finlandia              | 1     | 0,00%  | 8,45%  | 23,94% | 22,54% | 40,85% | 2,82% | 1,41% | 0,00% | 71            | 0     | 0       | 71          |
| Francia                | 4     | 4,14%  | 1,78%  | 11,01% | 36,45% | 42,01% | 1,78% | 1,30% | 1,54% | 845           | 7     | 5       | 857         |
| Grecia                 | 1     | 5,41%  | 2,70%  | 29,73% | 29,73% | 27,03% | 2,70% | 0,00% | 2,70% | 37            | 0     | 0       | 37          |
| Guatemala              | 1     | 6,38%  | 10,64% | 58,51% | 14,89% | 7,45%  | 2,13% | 0,00% | 0,00% | 94            | 0     | 0       | 94          |
| Haití                  | 1     | 0,00%  | 25,00% | 6,25%  | 37,50% | 31,25% | 0,00% | 0,00% | 0,00% | 16            | 0     | 0       | 16          |
| Honduras               | 1     | 4,76%  | 2,38%  | 52,38% | 16,67% | 14,29% | 9,52% | 0,00% | 0,00% | 42            | 0     | 0       | 42          |
| Hungría                | 1     | 3,57%  | 7,14%  | 21,43% | 53,57% | 10,71% | 0,00% | 3,57% | 0,00% | 28            | 1     | 0       | 29          |
| India                  | 1     | 0,00%  | 8,33%  | 66,67% | 8,33%  | 16,67% | 0,00% | 0,00% | 0,00% | 12            | 1     | 0       | 13          |
| Indonesia              | 1     | 0,00%  | 0,00%  | 88,89% | 11,11% | 0,00%  | 0,00% | 0,00% | 0,00% | 9             | 0     | 0       | 9           |
| Irlanda                | 1     | 6,45%  | 5,38%  | 23,66% | 9,68%  | 51,61% | 1,08% | 2,15% | 0,00% | 93            | 0     | 0       | 93          |
| Israel                 | 1     | 5,48%  | 8,22%  | 57,53% | 13,70% | 12,33% | 2,74% | 0,00% | 0,00% | 73            | 0     | 2       | 75          |
| Italia                 | 2     | 9,48%  | 10,34% | 31,61% | 23,28% | 21,55% | 2,59% | 0,57% | 0,57% | 348           | 1     | 2       | 351         |
| Japón                  | 1     | 9,62%  | 5,77%  | 26,92% | 28,85% | 25,00% | 1,92% | 1,92% | 0,00% | 52            | 1     | 0       | 53          |
| Jordania               | 1     | 7,69%  | 23,08% | 69,23% | 0,00%  | 0,00%  | 0,00% | 0,00% | 0,00% | 13            | 0     | 0       | 13          |
| Kenia                  | 1     | 14,29% | 0,00%  | 42,86% | 21,43% | 21,43% | 0,00% | 0,00% | 0,00% | 14            | 0     | 0       | 14          |
| Líbano                 | 1     | 0,00%  | 12,50% | 81,25% | 6,25%  | 0,00%  | 0,00% | 0,00% | 0,00% | 16            | 0     | 0       | 16          |
| Malasia                | 1     | 0,00%  | 45,45% | 18,18% | 36,36% | 0,00%  | 0,00% | 0,00% | 0,00% | 11            | 0     | 0       | 11          |
| México                 | 2     | 5,21%  | 4,95%  | 30,73% | 26,04% | 27,86% | 2,86% | 1,82% | 0,52% | 384           | 1     | 0       | 385         |
| Nicaragua              | 1     | 3,23%  | 0,00%  | 45,16% | 19,35% | 32,26% | 0,00% | 0,00% | 0,00% | 31            | 0     | 0       | 31          |
| Noruega                | 1     | 7,00%  | 0,00%  | 11,00% | 42,00% | 34,00% | 5,00% | 1,00% | 0,00% | 100           | 0     | 1       | 101         |
| Nueva Zelanda          | 2     | 4,38%  | 9,49%  | 17,52% | 24,82% | 37,23% | 3,65% | 2,92% | 0,00% | 137           | 1     | 3       | 141         |
| Países Bajos           | 2     | 5,40%  | 3,81%  | 20,63% | 23,81% | 41,90% | 4,13% | 0,32% | 0,00% | 315           | 3     | 1       | 319         |
| Panamá                 | 1     | 5,56%  | 13,43% | 54,63% | 14,81% | 10,19% | 0,93% | 0,00% | 0,46% | 216           | 1     | 2       | 219         |
| Paraguay               | 1     | 4,52%  | 5,43%  | 62,90% | 15,84% | 9,95%  | 1,36% | 0,00% | 0,00% | 221           | 0     | 0       | 221         |
| Perú                   | 3     | 6,05%  | 8,47%  | 58,40% | 16,64% | 8,02%  | 2,27% | 0,15% | 0,00% | 661           | 7     | 4       | 672         |
| Polonia                | 1     | 3,70%  | 3,70%  | 33,33% | 29,63% | 25,93% | 0,00% | 3,70% | 0,00% | 27            | 0     | 0       | 27          |
| Portugal               | 1     | 12,50% | 3,57%  | 17,86% | 17,86% | 41,07% | 3,57% | 1,79% | 1,79% | 56            | 0     | 2       | 58          |
| Reino Unido            | 3     | 8,06%  | 4,92%  | 22,68% | 21,72% | 41,67% | 0,82% | 0,14% | 0,00% | 732           | 3     | 8       | 743         |
| República Checa        | 1     | 5,71%  | 2,86%  | 11,43% | 28,57% | 45,71% | 5,71% | 0,00% | 0,00% | 35            | 0     | 1       | 36          |
| República Dominicana   | 1     | 4,12%  | 14,43% | 51,55% | 17,53% | 10,31% | 2,06% | 0,00% | 0,00% | 97            | 0     | 0       | 97          |
| Rumania                | 1     | 0,00%  | 7,69%  | 38,46% | 0,00%  | 46,15% | 7,69% | 0,00% | 0,00% | 13            | 0     | 0       | 13          |
| Rusia                  | 1     | 3,45%  | 17,24% | 31,03% | 44,83% | 3,45%  | 0,00% | 0,00% | 0,00% | 29            | 0     | 3       | 32          |
| Singapur               | 1     | 10,34% | 10,34% | 51,72% | 20,69% | 6,90%  | 0,00% | 0,00% | 0,00% | 29            | 0     | 0       | 29          |
| Sudáfrica              | 1     | 17,86% | 7,14%  | 50,00% | 10,71% | 14,29% | 0,00% | 0,00% | 0,00% | 28            | 0     | 0       | 28          |
| Suecia                 | 5     | 1,64%  | 1,02%  | 4,09%  | 62,88% | 22,90% | 5,01% | 1,23% | 1,23% | 978           | 6     | 2       | 986         |
| Suiza                  | 2     | 5,92%  | 2,84%  | 17,54% | 33,41% | 34,36% | 2,37% | 1,66% | 1,90% | 422           | 6     | 0       | 428         |
| Tailandia              | 1     | 0,00%  | 0,00%  | 25,00% | 12,50% | 62,50% | 0,00% | 0,00% | 0,00% | 16            | 0     | 0       | 16          |
| Turquía                | 1     | 0,00%  | 0,00%  | 87,50% | 0,00%  | 12,50% | 0,00% | 0,00% | 0,00% | 8             | 0     | 1       | 9           |
| Uruguay                | 1     | 4,05%  | 7,43%  | 36,49% | 25,68% | 22,30% | 4,05% | 0,00% | 0,00% | 148           | 1     | 0       | 149         |
| Venezuela              | 3     | 5,38%  | 1,63%  | 62,48% | 20,39% | 3,59%  | 1,79% | 0,82% | 3,92% | 613           | 1     | 3       | 617         |

### Segunda vuelta

Resultados de la segunda vuelta a nivel de comuna.
Sebastián Piñera
Alejandro Guillier

#### Totales
|  | 54.58 % |

|  | 45.42 % |

#### Por regiones
| Candidato                                | Candidato                   | Arica y Parinacota | Arica y Parinacota | Tarapacá      | Tarapacá      | Antofagasta | Antofagasta     | Atacama         | Atacama | Coquimbo        | Coquimbo        |
| ---------------------------------------- | --------------------------- | ------------------ | ------------------ | ------------- | ------------- | ----------- | --------------- | --------------- | ------- | --------------- | --------------- |
|                                          | Sebastián Piñera            | 35 546             | 50,42 %            | 54 222        | 58,79 %       | 97 076      | 53,82 %         | 56 618          | 55,55 % | 134 582         | 50,97 %         |
|                                          | Alejandro Guillier          | 34 950             | 49,58 %            | 38 007        | 41,21 %       | 83 297      | 46,18 %         | 45 313          | 44,45 % | 129 456         | 49,03 %         |
| Total de votos válidos                   | Total de votos válidos      | 70 496             | 98,99 %            | 92 229        | 99,10 %       | 180 373     | 98,82 %         | 101 931         | 99,20 % | 264 038         | 99,04 %         |
| Votos nulos                              | Votos nulos                 | 575                | 0,81 %             | 675           | 0,73 %        | 1637        | 0,90 %          | 619             | 0,60 %  | 1838            | 0,69 %          |
| Votos en blanco                          | Votos en blanco             | 144                | 0,20 %             | 164           | 0,18 %        | 514         | 0,28 %          | 203             | 0,20 %  | 708             | 0,27 %          |
| Total de sufragios emitidos              | Total de sufragios emitidos | 71 215             | 100 %              | 93 068        | 100 %         | 182 524     | 100 %           | 102 753         | 100 %   | 266 584         | 100 %           |
| Candidato                                | Candidato                   | Valparaíso         | Valparaíso         | Metropolitana | Metropolitana | O'Higgins   | O'Higgins       | Maule           | Maule   | Biobío          | Biobío          |
|                                          | Sebastián Piñera            | 387 291            | 52,21 %            | 1 496 970     | 53,15 %       | 212 141     | 56,08 %         | 253 206         | 57,31 % | 504 951         | 58,52 %         |
|                                          | Alejandro Guillier          | 354 484            | 47,79 %            | 1 319 532     | 46,85 %       | 166 135     | 43,92 %         | 188 611         | 42,69 % | 357 941         | 41,48 %         |
| Total de votos válidos                   | Total de votos válidos      | 741 775            | 98,92 %            | 2 816 502     | 98,81 %       | 378 276     | 99,10 %         | 441 817         | 99,18 % | 862 892         | 98,92 %         |
| Votos nulos                              | Votos nulos                 | 6259               | 0,83 %             | 25 212        | 0,88 %        | 2563        | 0,67 %          | 2679            | 0,60 %  | 6914            | 0,79 %          |
| Votos en blanco                          | Votos en blanco             | 1827               | 0,24 %             | 8806          | 0,31 %        | 891         | 0,23 %          | 991             | 0,22 %  | 2503            | 0,29 %          |
| Total de sufragios emitidos              | Total de sufragios emitidos | 749 861            | 100 %              | 2 850 520     | 100 %         | 381 730     | 100 %           | 445 487         | 100 %   | 872 309         | 100 %           |
| Candidato                                | Candidato                   | La Araucanía       | La Araucanía       | Los Ríos      | Los Ríos      | Los Lagos   | Los Lagos       | Aisén           | Aisén   | Magallanes      | Magallanes      |
|                                          | Sebastián Piñera            | 251 845            | 62,40 %            | 86 793        | 53,42 %       | 172 148     | 53,57 %         | 18 184          | 48,24 % | 26 046          | 43,68 %         |
|                                          | Alejandro Guillier          | 151 761            | 37,60 %            | 75 674        | 46,58 %       | 149 215     | 46,43 %         | 19 509          | 51,76 % | 33 580          | 56,32 %         |
| Total de votos válidos                   | Total de votos válidos      | 403 606            | 98,91 %            | 162 467       | 98,95 %       | 321 363     | 98,99 %         | 37 693          | 99,10 % | 59 626          | 98,290 %        |
| Votos nulos                              | Votos nulos                 | 2963               | 0,73 %             | 1258          | 0,77 %        | 2285        | 0,70 %          | 243             | 0,64 %  | 509             | 0,84 %          |
| Votos en blanco                          | Votos en blanco             | 1478               | 0,36 %             | 469           | 0,29 %        | 1002        | 0,31 %          | 100             | 0,26 %  | 152             | 0,25 %          |
| Total de sufragios emitidos              | Total de sufragios emitidos | 408 047            | 100 %              | 164 194       | 100 %         | 324 650     | 100 %           | 38 036          | 100 %   | 60 287          | 100 %           |
| 99,99 % de las mesas escrutadas (SERVEL) |                             |                    |                    |               |               |             |                 |                 |         |                 |                 |
| Simbología                               | Simbología                  | Simbología         | Simbología         | Simbología    | Simbología    |             | Primera mayoría | Primera mayoría |         | Segunda mayoría | Segunda mayoría |

#### En el extranjero
| País                                                | Mesas | SP     | AG     | Total válidos | Nulos | Blancos | Total votos |
| --------------------------------------------------- | ----- | ------ | ------ | ------------- | ----- | ------- | ----------- |
| Alemania                                            | 5     | 30,75% | 69,25% | 992           | 17    | 9       | 1018        |
| Argentina                                           | 27    | 29,66% | 70,34% | 3449          | 29    | 10      | 3488        |
| Australia                                           | 7     | 35,18% | 64,82% | 1262          | 21    | 9       | 1292        |
| Austria                                             | 1     | 26,52% | 73,48% | 132           | 0     | 1       | 133         |
| Bélgica                                             | 2     | 12,92% | 87,08% | 387           | 0     | 3       | 390         |
| Bolivia                                             | 2     | 68,50% | 31,50% | 273           | 2     | 0       | 275         |
| Brasil                                              | 6     | 44,33% | 55,67% | 573           | 1     | 0       | 574         |
| Canadá                                              | 9     | 20,39% | 79,61% | 1628          | 17    | 4       | 1649        |
| China                                               | 4     | 73,19% | 26,81% | 138           | 1     | 2       | 141         |
| Colombia                                            | 1     | 67,03% | 32,97% | 182           | 3     | 0       | 185         |
| Corea del Sur                                       | 1     | 50%    | 50%    | 22            | 1     | 0       | 23          |
| Costa Rica                                          | 1     | 35,09% | 64,91% | 228           | 0     | 1       | 229         |
| Croacia                                             | 1     | 63,64% | 36,36% | 11            | 1     | 0       | 12          |
| Cuba                                                | 1     | 9,09%  | 90,91% | 44            | 0     | 0       | 44          |
| Dinamarca                                           | 1     | 32,81% | 67,19% | 64            | 0     | 2       | 66          |
| Ecuador                                             | 2     | 60,39% | 39,61% | 510           | 2     | 2       | 514         |
| Egipto                                              | 1     | 54,55% | 45,45% | 11            | 1     | 0       | 12          |
| El Salvador                                         | 1     | 72,73% | 27,27% | 55            | 0     | 2       | 57          |
| Emiratos Árabes Unidos                              | 1     | 53,33% | 46,67% | 15            | 0     | 0       | 15          |
| España                                              | 10    | 35,70% | 64,30% | 1524          | 18    | 8       | 1550        |
| Estados Unidos                                      | 19    | 62,18% | 37,82% | 3162          | 23    | 11      | 3196        |
| Filipinas                                           | 1     | 54,55% | 45,45% | 11            | 0     | 0       | 11          |
| Finlandia                                           | 1     | 37,10% | 62,90% | 62            | 0     | 2       | 64          |
| Francia                                             | 4     | 14,21% | 85,79% | 788           | 9     | 3       | 800         |
| Grecia                                              | 1     | 38,24% | 61,76% | 34            | 0     | 0       | 34          |
| Guatemala                                           | 1     | 69,05% | 30,95% | 84            | 0     | 0       | 84          |
| Haití                                               | 1     | 9,09%  | 90,91% | 11            | 0     | 0       | 11          |
| Honduras                                            | 1     | 60,47% | 39,53% | 43            | 0     | 0       | 43          |
| Hungría                                             | 1     | 27,59% | 72,41% | 29            | 0     | 1       | 30          |
| India                                               | 1     | 61,54% | 38,46% | 13            | 0     | 0       | 13          |
| Indonesia                                           | 1     | 88,89% | 11,11% | 9             | 0     | 0       | 9           |
| Irlanda                                             | 1     | 44,93% | 55,07% | 69            | 4     | 0       | 73          |
| Israel                                              | 1     | 74,55% | 25,45% | 55            | 0     | 1       | 56          |
| Italia                                              | 2     | 42,57% | 57,43% | 303           | 2     | 2       | 307         |
| Japón                                               | 1     | 40,91% | 59,09% | 44            | 0     | 0       | 44          |
| Jordania                                            | 1     | 100%   | 0%     | 13            | 0     | 1       | 14          |
| Kenia                                               | 1     | 25,00% | 75,00% | 8             | 0     | 0       | 8           |
| Líbano                                              | 1     | 86,67% | 13,33% | 15            | 1     | 0       | 16          |
| Malasia                                             | 1     | 72,73% | 27,27% | 11            | 0     | 0       | 11          |
| México                                              | 2     | 39,39% | 60,61% | 358           | 1     | 0       | 359         |
| Nicaragua                                           | 1     | 40,00% | 60,00% | 35            | 0     | 0       | 35          |
| Noruega                                             | 1     | 14,74% | 85,26% | 95            | 0     | 1       | 96          |
| Nueva Zelanda                                       | 2     | 23,93% | 76,07% | 117           | 2     | 2       | 121         |
| Países Bajos                                        | 2     | 25,63% | 74,37% | 277           | 5     | 2       | 284         |
| Panamá                                              | 1     | 70,53% | 29,47% | 207           | 0     | 1       | 208         |
| Paraguay                                            | 1     | 64,90% | 35,10% | 208           | 0     | 0       | 208         |
| Perú                                                | 3     | 73,14% | 26,86% | 644           | 6     | 3       | 653         |
| Polonia                                             | 1     | 34,78% | 65,22% | 23            | 0     | 0       | 23          |
| Portugal                                            | 1     | 27,66% | 72,34% | 47            | 0     | 0       | 47          |
| Reino Unido                                         | 3     | 31,99% | 68,01% | 547           | 7     | 6       | 560         |
| República Checa                                     | 1     | 20,00% | 80,00% | 35            | 1     | 1       | 37          |
| República Dominicana                                | 1     | 66,67% | 33,33% | 78            | 0     | 0       | 78          |
| Rumania                                             | 1     | 42,86% | 57,14% | 14            | 0     | 0       | 14          |
| Rusia                                               | 1     | 42,31% | 57,69% | 26            | 0     | 3       | 29          |
| Singapur                                            | 1     | 78,26% | 21,74% | 23            | 0     | 1       | 24          |
| Sudáfrica                                           | 1     | 79,17% | 20,83% | 24            | 0     | 0       | 24          |
| Suecia                                              | 5     | 4,50%  | 95,50% | 911           | 7     | 1       | 919         |
| Suiza                                               | 2     | 22,77% | 77,23% | 382           | 1     | 2       | 385         |
| Tailandia                                           | 1     | 29,41% | 70,59% | 17            | 0     | 0       | 17          |
| Turquía                                             | 1     | 83,33% | 16,67% | 6             | 0     | 0       | 6           |
| Uruguay                                             | 1     | 45,71% | 54,29% | 140           | 2     | 0       | 142         |
| Venezuela                                           | 3     | 67,98% | 32,02% | 559           | 1     | 0       | 560         |
| Total                                               | 162   | 39,34% | 60,66% | 21 037        | 186   | 97      | 21 320      |
| Resultados al 100% de las mesas escrutadas - SERVEL |       |        |        |               |       |         |             |